# 入江泰吉旧居
入江泰吉旧居（いりえたいきちきゅうきょ）は、奈良県奈良市水門町にある史跡・文化施設。写真家の入江泰吉の旧居。写真家らしく離れの暗室や、作品の構想した書斎、万葉の植物を育てた庭等が一般公開されている。表札の「入江泰吉」の文字は、上司海雲の揮毫によるもの。

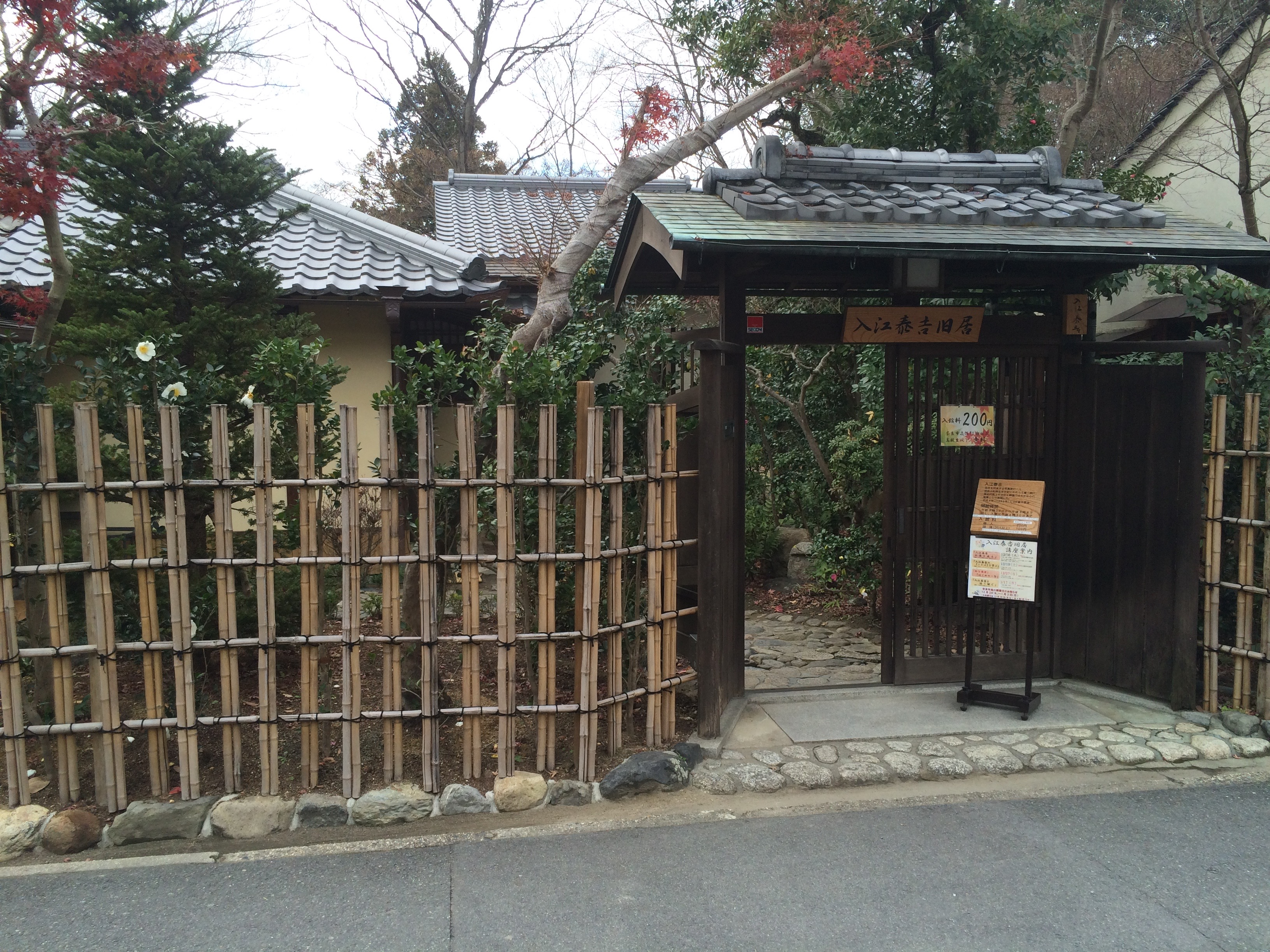
入口

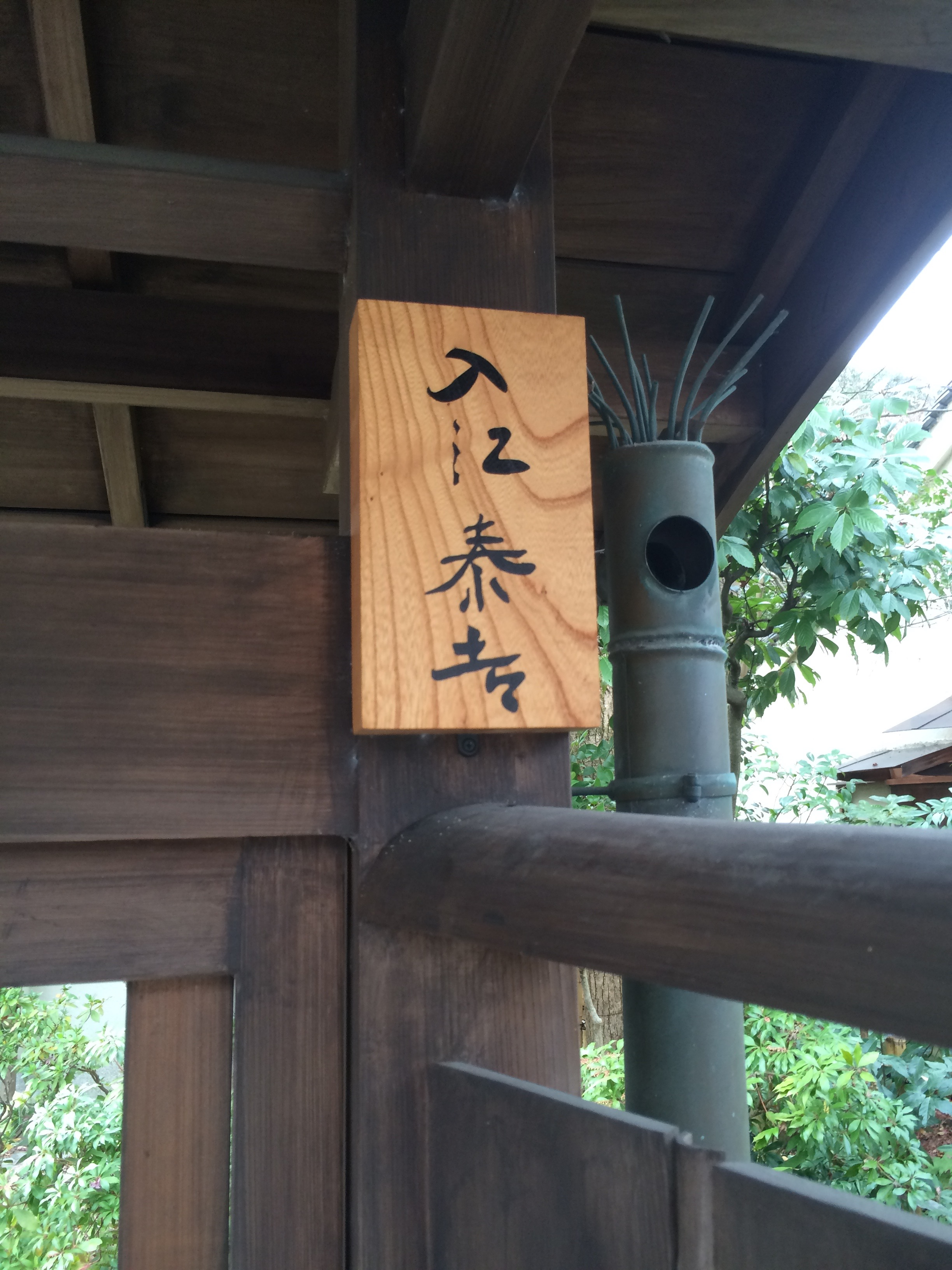
表札、上司海雲の揮毫

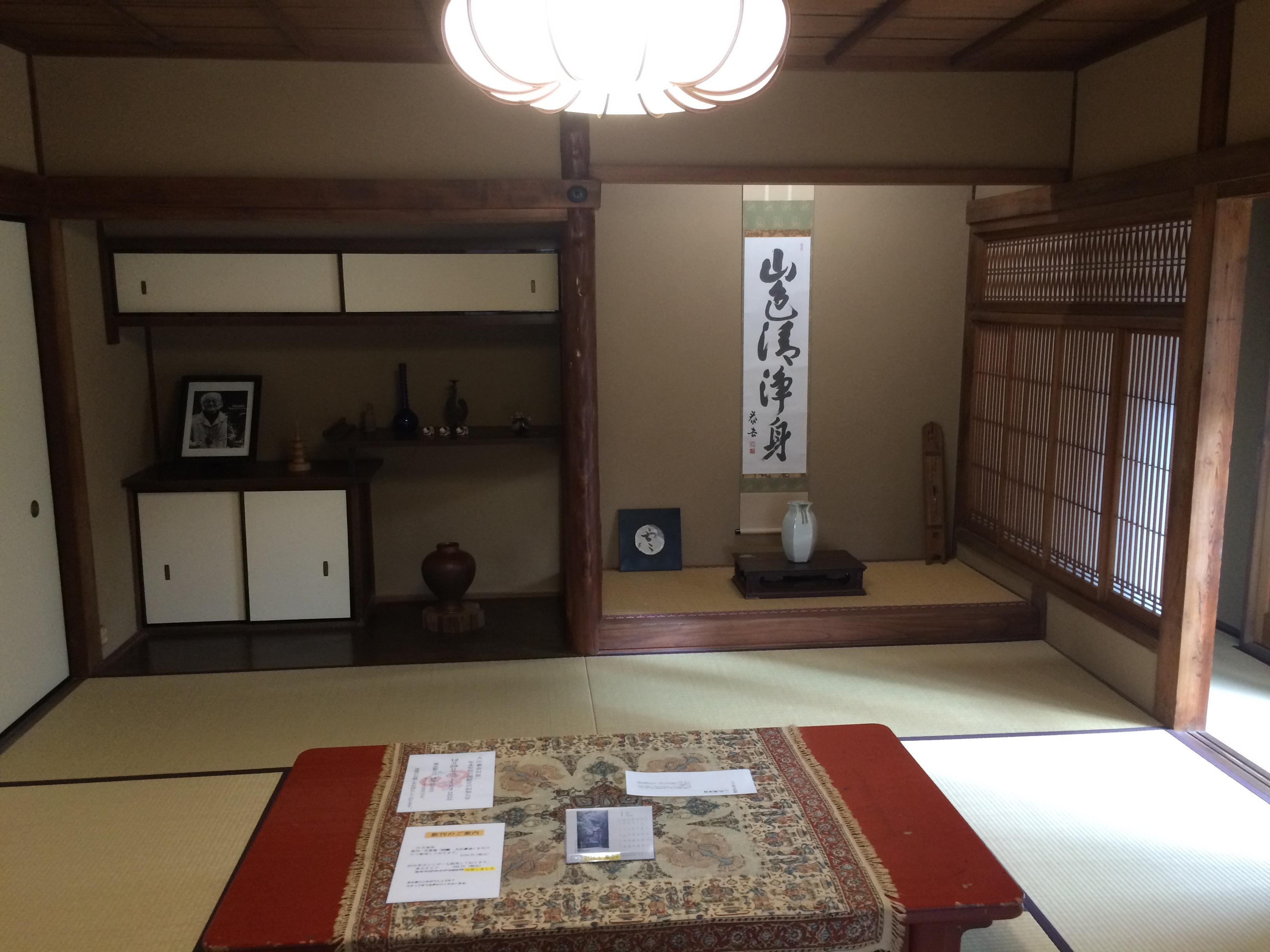
客間

## 入江泰吉の旧居関連年表
- 1945年（昭和20年） - 大阪大空襲にあい自宅兼店舗が全焼、ふるさと奈良へ引き上げる[2]
- 1949年（昭和24年） - 奈良市水門町に自宅を構える
- 1992年（平成4年） - 1月16日、逝去[2]
- 2000年（平成12年） - 妻ミツヱが自宅を奈良市に寄贈[2]
- 2004年（平成16年） - 妻ミツヱ逝去
- 2015年（平成27年） - 一般公開[1]

## 来訪した文人等
- 上司海雲（東大寺206世別当）[2]
- 志賀直哉[2]
- 杉本健吉[2]
- 白洲正子[2]

## 利用情報
- 開館時間 - AM9:30～PM5:00（入館はPM4:30まで）[2]
- 休館日 - 月曜（祝日の場合はもっとも近い平日）[2]
- 所在地 - 〒630-8208 奈良県奈良市水門町49-2[2]
- 入館料 - 200円、団体（20人以上）100円[2]

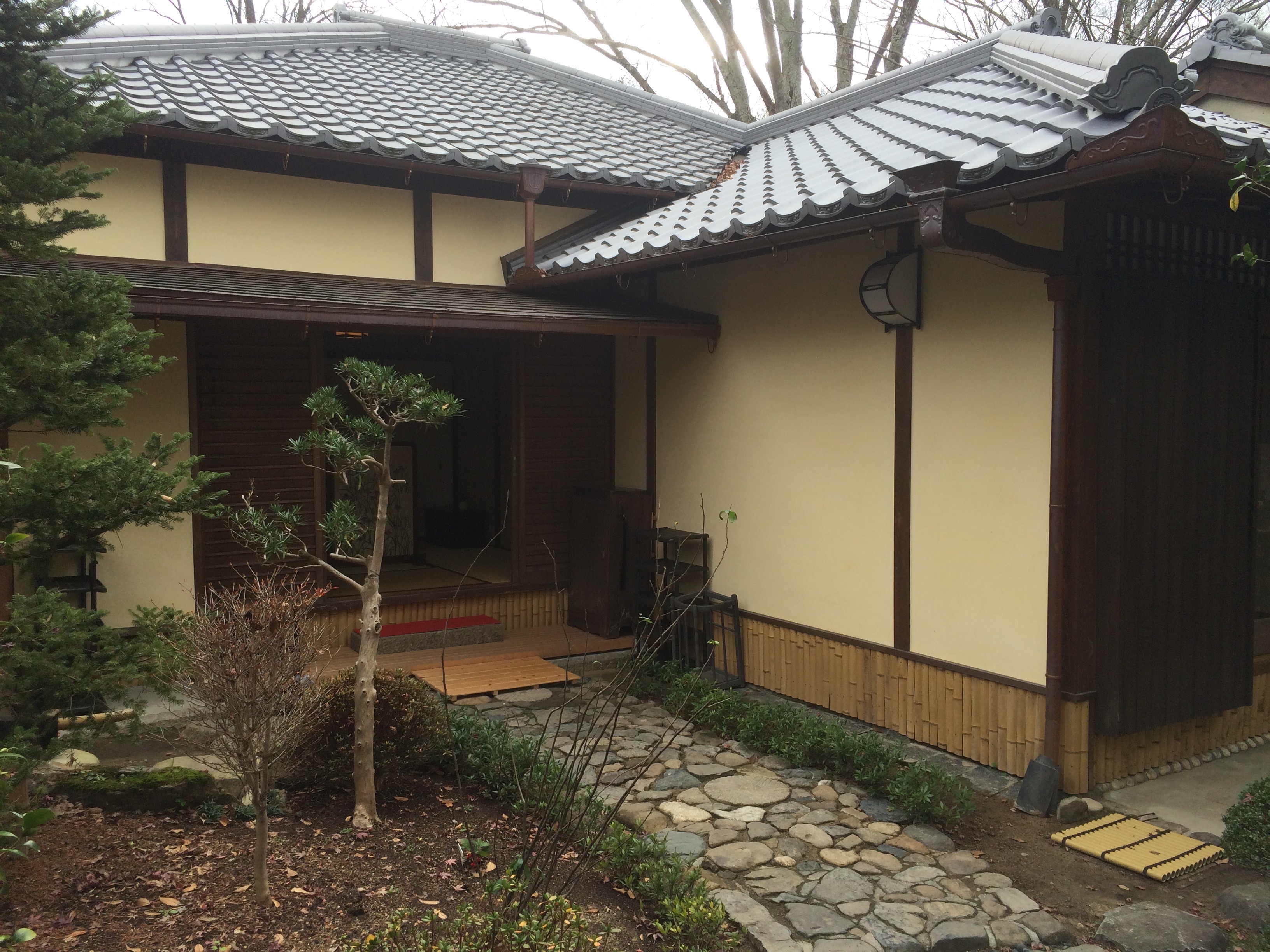
玄関
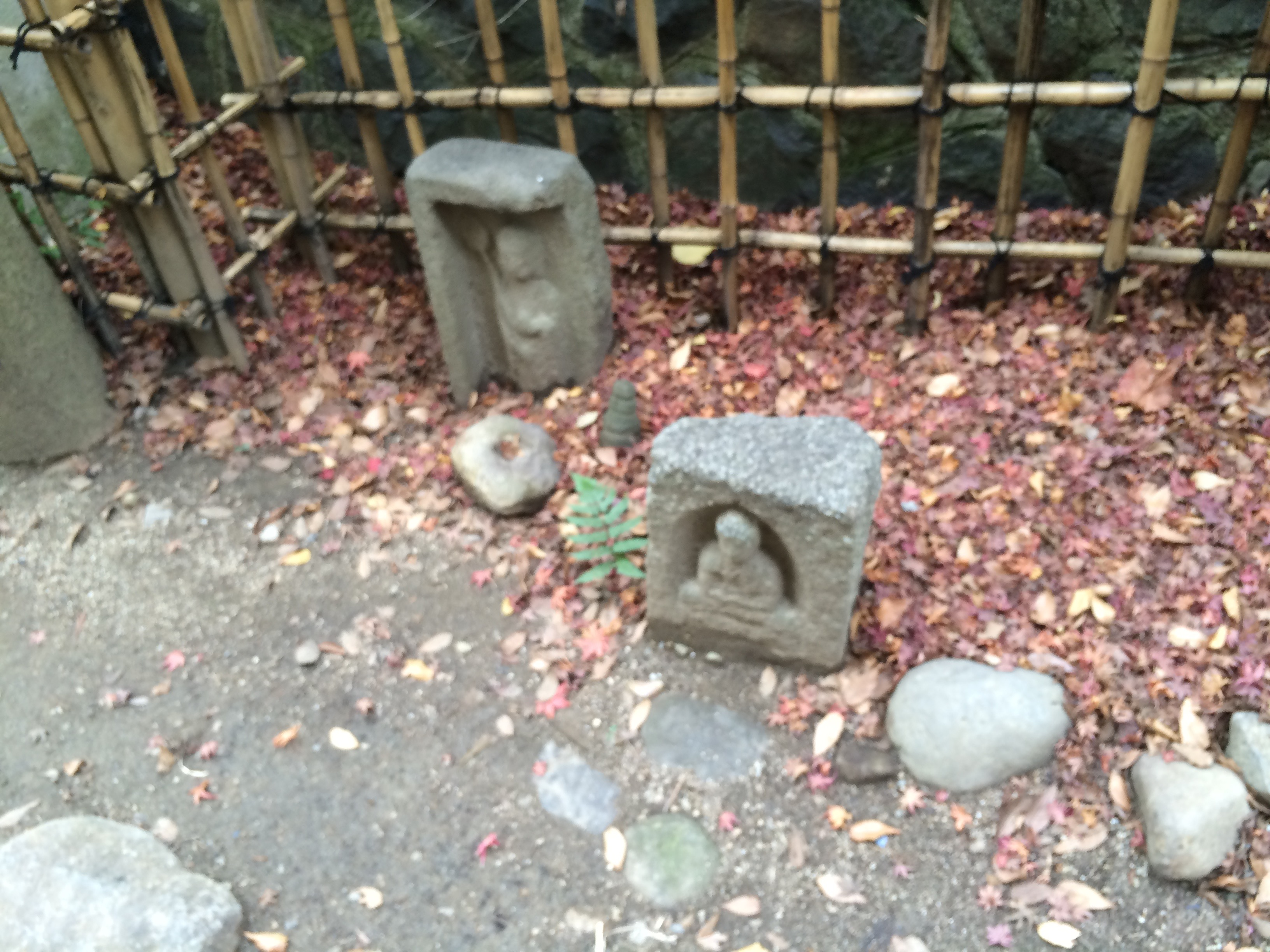
吉城川畔に降りる道脇の石仏
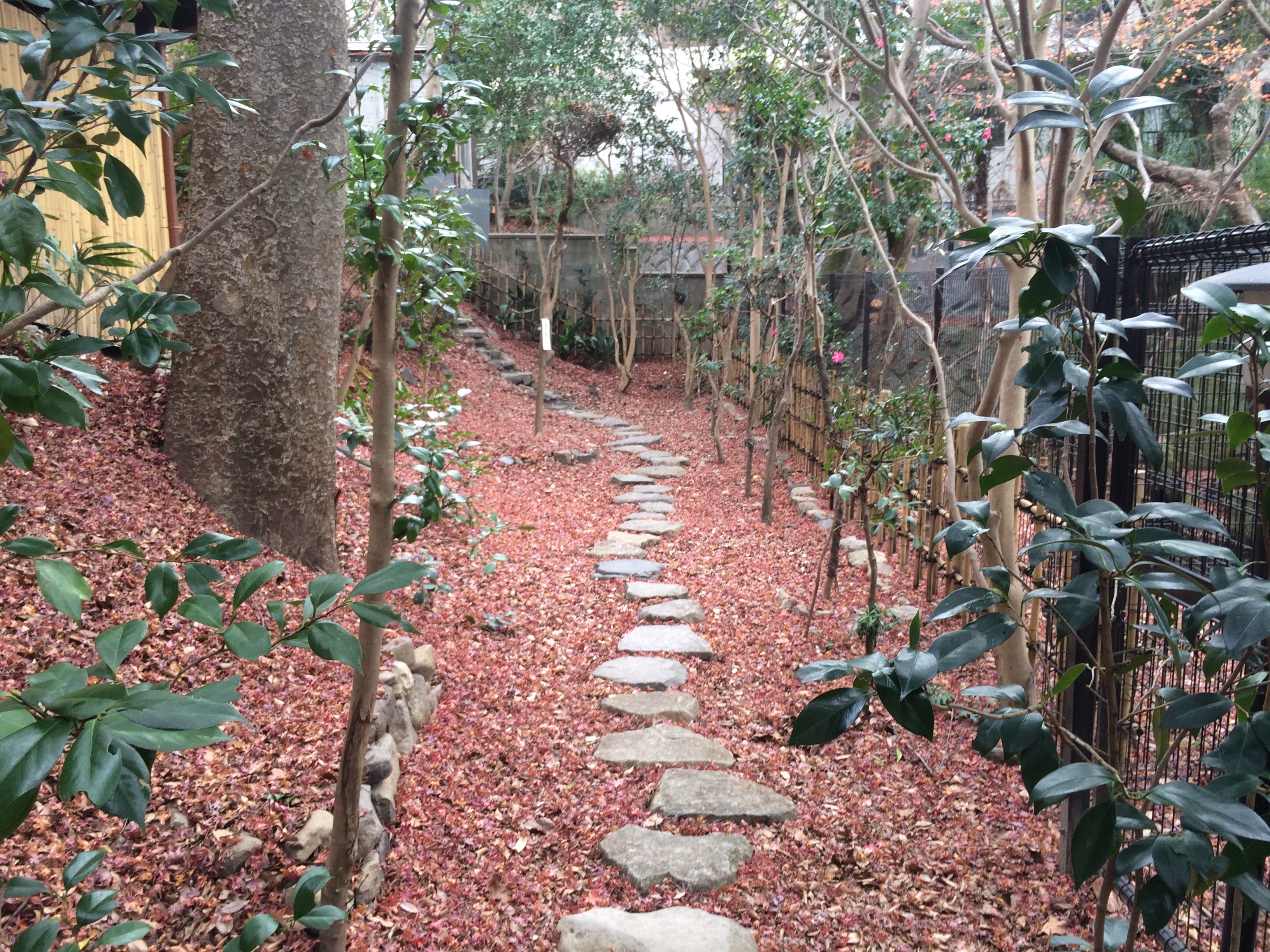
裏手、吉城川畔の飛び石通路
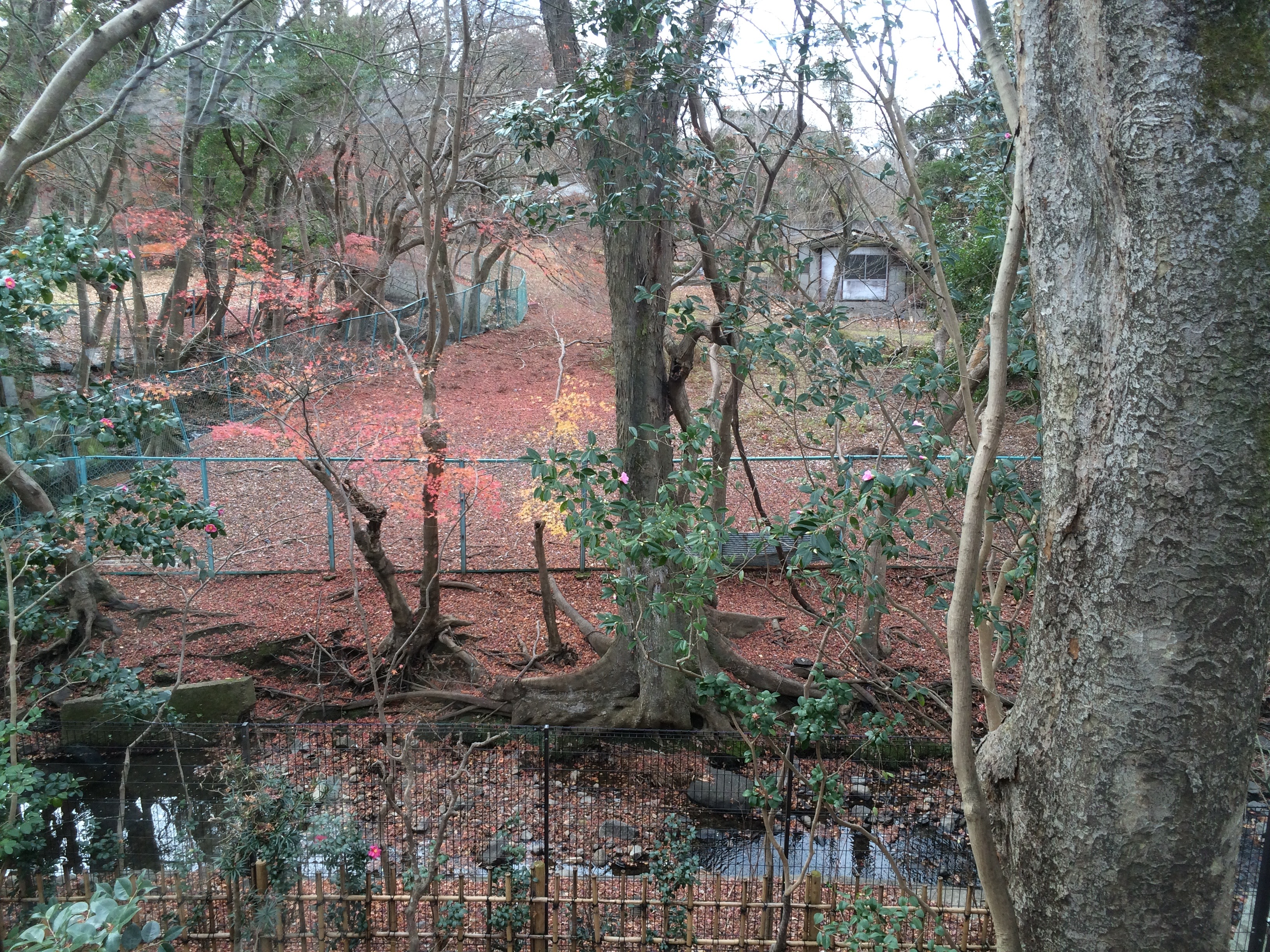
廊下よりの眺め。裏の吉城川畔よりも一段高台のため、平屋だが2階からのような眺め
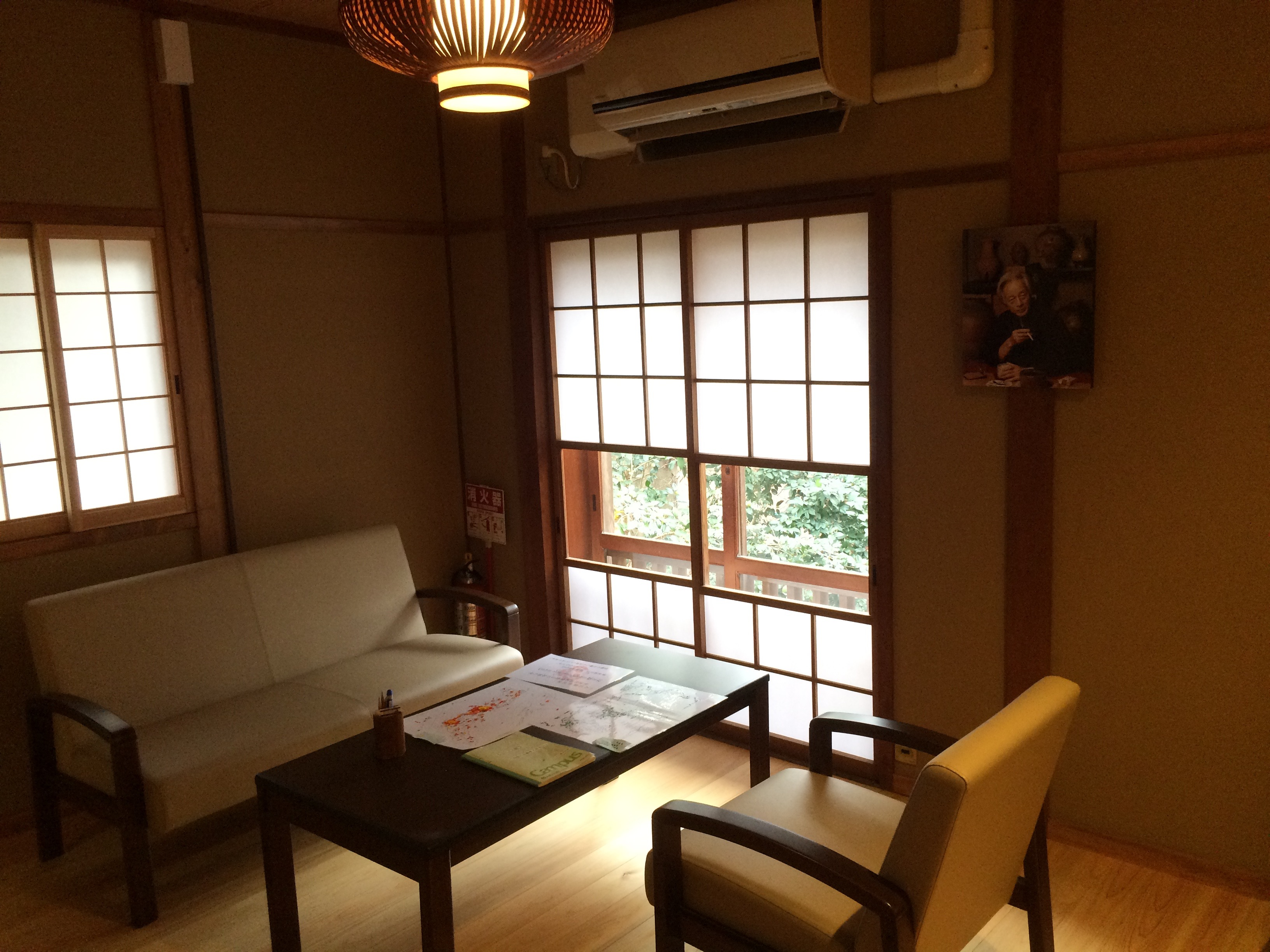
茶室横の部屋
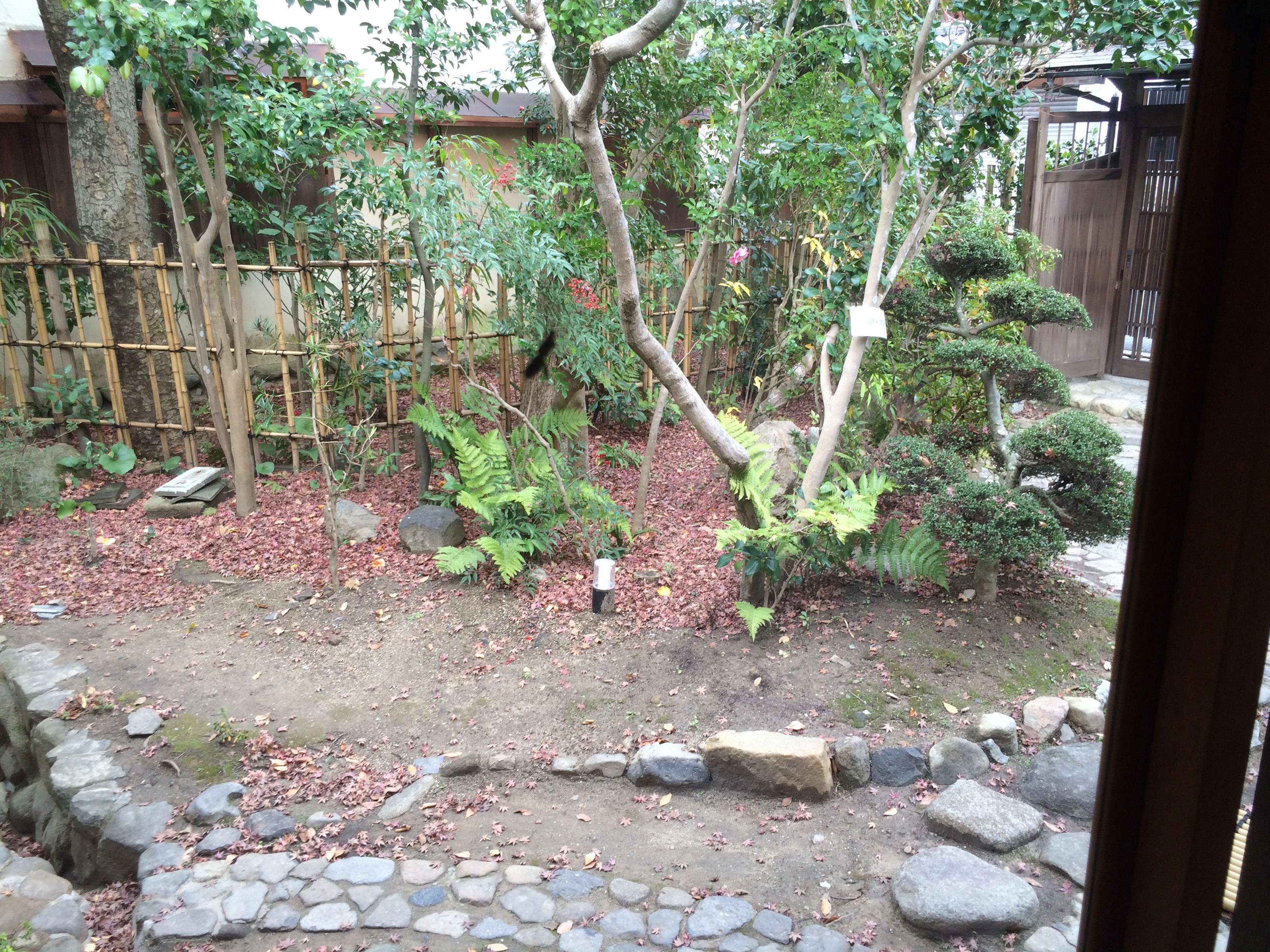
茶室より前庭を眺める
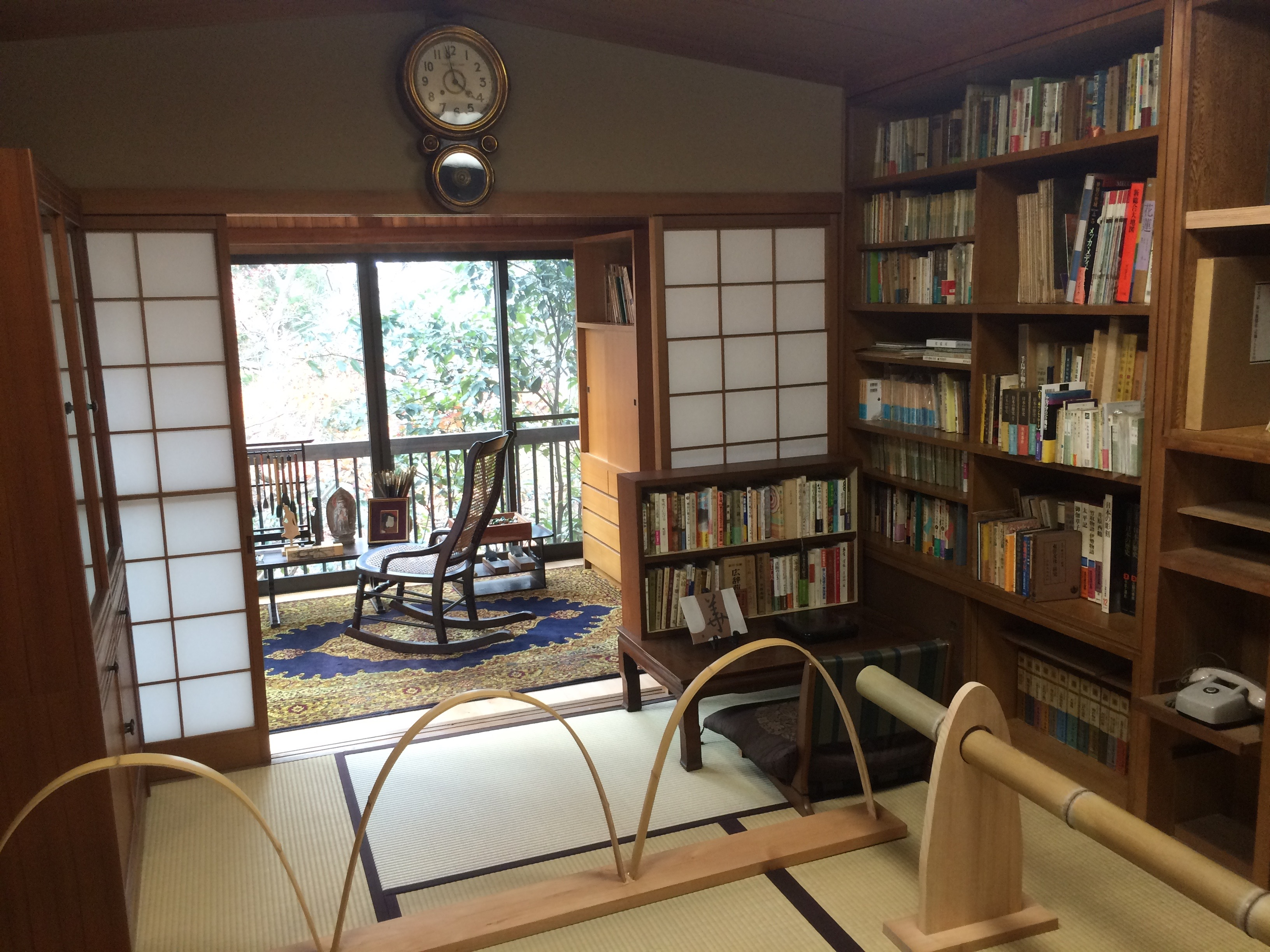
書斎及びアトリエ（奥）
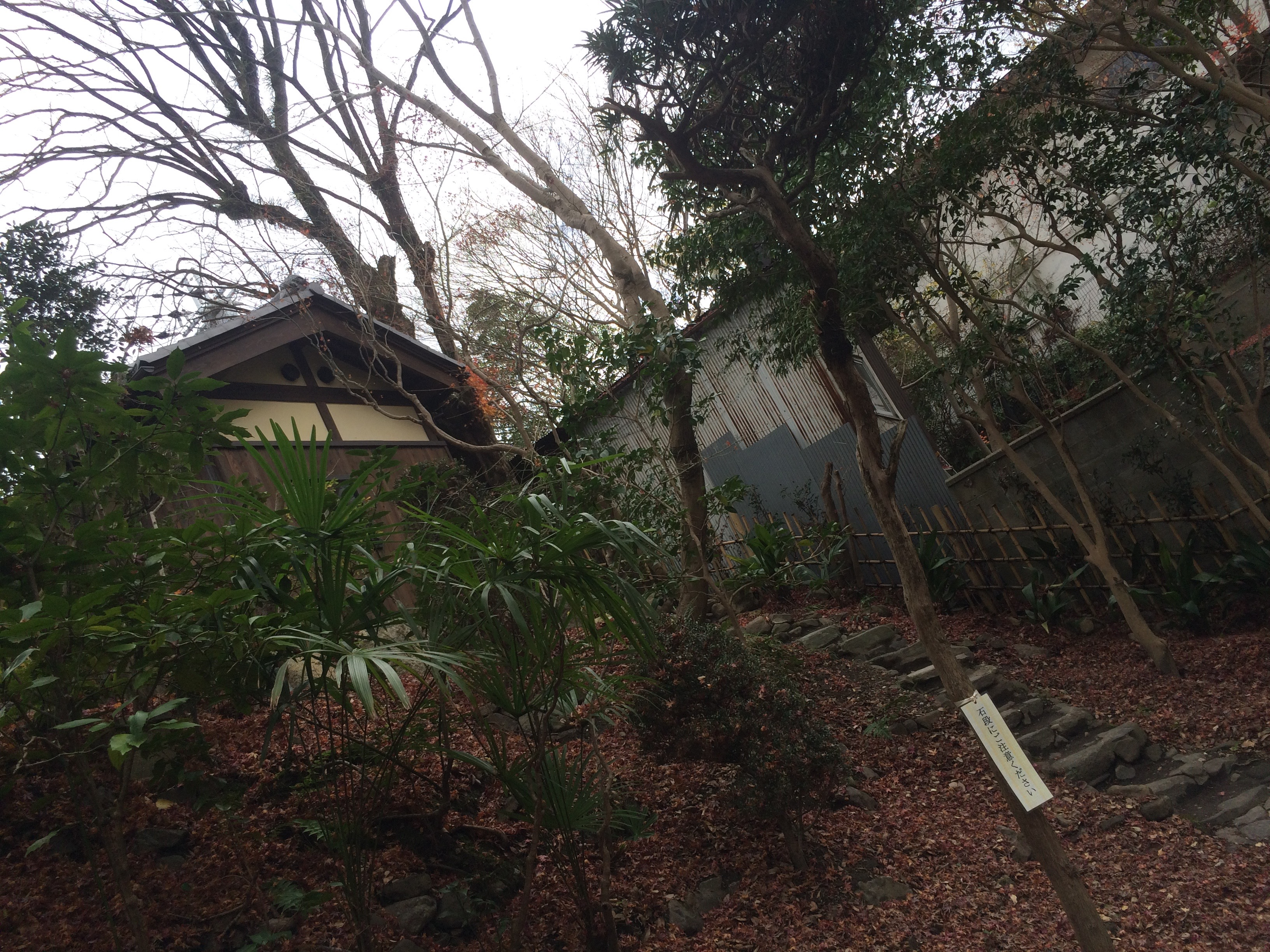
裏の吉城川畔より離れの暗室に向かう登り
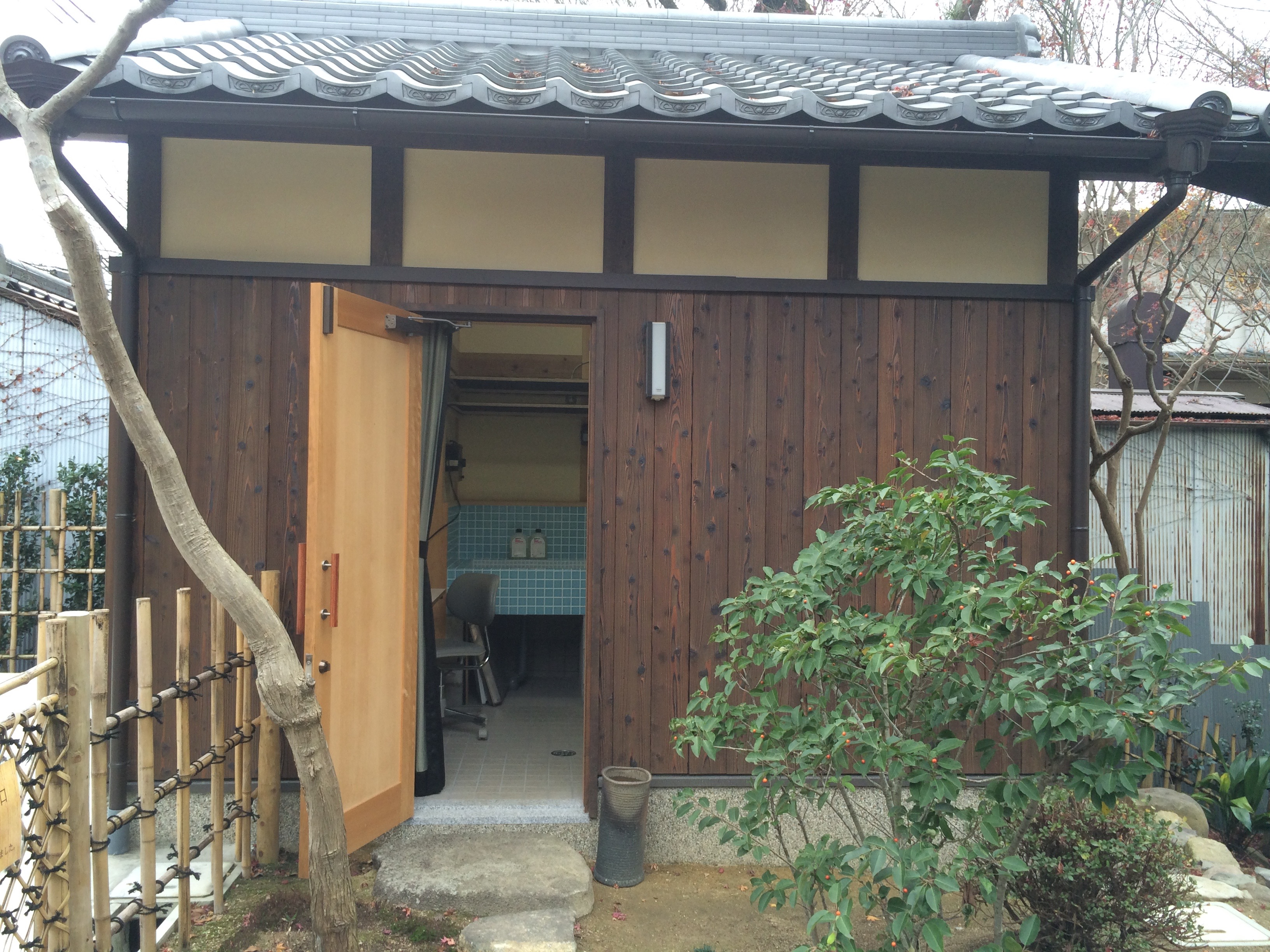
離れの暗室

## 交通アクセス
- 近鉄奈良駅およびJR奈良駅 から奈良交通市内循環バス「県庁東」で下車、或いは州見台八丁目行き「押上町」下車、徒歩約5分[2]

## 周辺情報
- 東大寺
- 依水園
- 吉城園